# Маделунг, Вильферд
Вильферд Фердинанд Маделунг (нем. Wilferd Ferdinand Madelung; 26 декабря 1930, Штутгарт, Веймарская республика — 9 мая 2023) — немецко-американский историк (востоковед-арабист и медиевист), исламовед. Крупный специалист в области истории ислама, особенно шиизма и исмаилизма, а также раннего периода исламской истории. Стипендиат Гуггенхайма. Член Британской академии (1999).

## Биография
Родился 26 декабря 1930 года в Штуттгарте, Веймарская республика, в семье инженера аэрокосмической техники Георга Маделунга. Начальное образование получил в Гимназии Эберхарда Людвига. После окончания Второй мировой войны подростком иммигрировал с отцом в США, где последний мог продолжать работать по специальности. Обучался в Джорджтаунском университете. В 1951 году направился продолжать обучение в Египет, где изучал исламскую историю и арабскую литературу в Каирском университете у известного специалиста по исмаилизму Мухаммада Камила Хусейна, получив степень бакалавра искусств. От своего учителя Вильферд перенял интерес к исмаилизму, и в 1957 году под руководством Бертольда Шпулера и Рудольфа Штротмана в Гамбургском университете защитил диссертацию на PhD, которая посвящена взаимоотношениям карматского государства и Фатимидского халифата. В 1958—1960 годах служил в качестве атташе в посольстве Западной Германии в Багдаде, одновременно с этим опубликовав две объёмные статьи в журнале Der Islam, которые тогда стали одними из первых оригинальных работ, посвящённых исследованиям, связанным с исмаилизмом.
В 1963—1966 годах вновь работал в Гамбургском университете, где защитил хабилитационную диссертацию по исламоведению. В 1963 году также работал приглашённым профессором в Техасском университете в Остине. С 1964 по 1978 год работал в Чикагском университете, последовательно занимая должности адъюнкт-профессора, доцента и профессора исламской истории. В 1978 году перешёл на работу в Оксфордский университет, где по 1998 год занимал должность Лодского профессора арабистики и феллоу Колледжа Святого Иоанна. В 1998 году вышел на пенсию с присвоением звания эмерита и начиная со следующего года является старшим научным сотрудником Института исмаилитоведения в Лондоне. В ходе своей карьеры Вильферд успел поработать приглашённым профессором в Университете Торонто и Американском университете Бейрута. Большая часть его работ посвящена раннему периоду истории ислама, а также шиизму и его течениям, таким как исмаилиты, зейдиты и карматы. Кроме этого Вильферд является автором большого количества научных статей, посвящённых ибадизму. До конца жизни работал в качестве старшего научного сотрудника уникального Института исмаилитских исследований (англ. Institute for Ismaili Studies) в Лондоне. В 2003 году удостоен фестшрифта.
Вильферд входил в редакторский комитет научного журнала открытого доступа Journal of Arabic and Islamic Studies и в состав научного комитета центра публикации «Большой исламской энциклопедии», является одним из редакторов энциклопедии «Исламика», и третьего издания фундаментальной «Энциклопедии ислама», а также одним из авторов её второго издания и энциклопедии «Ираника».
Наряду с такими учёными как Ш. М. Штерн и В. А. Иванов Маделунг является одним из основоположников исмаилитоведения — ветви исламоведения, изучающей исмаилизм в целом и Фатимидский халифат в частности. Его ранними наработками пользуются и пользовались многие более современные исследователи такие как Фархад Дафтари, Хайнц Халм, Тьерри Бьянки, Яаков Лев и Майкл Бретт, что смогли вывести эту науку на совершенно новый уровень. Именно он является автором статей «Исмаилизм», «Карматизм» и «Имамат» для второго издания «Энциклопедии ислама».
В 1999 году избран действительным членом секции Азии, Африки и Ближнего Востока Британской академии.
В 2013 году получил премию Международного гуманитарного фестиваля «Фараби» от Министерства образования и воспитания Исламской Республики Иран за свой вклад в исламоведение и иранологию.
Скончался 9 мая 2023 года в возрасте 92 лет.

## Семья
Был женат.

## Работы

### Монографии
- Madelung Wilferd. Religious Trends in Early Islamic Iran (англ.). — Albany, New York: Persian Heritage Foundation, State University of New York, 1988. — 128 p. — (Columbia lectures on Iranian studies, no. 4). — ISBN 08-870-6700-X. — ISBN 978-0-887-06700-6.
- Madelung Wilferd. The Succession to Muhammad : a study of the early Caliphate (англ.). — Cambridge: Cambridge University Press, 1997. — 413 p. — ISBN 0-521-56181-7. — ISBN 978-0-521-56181-5.
- Madelung Wilferd; Walker Paul E[вд]. An Ismaili Heresiography The 'Bāb al-Shayṭān' from Abū Tammāms' Kitāb al-shajara (англ.). — Leiden: E.J. Brill, 1998. — 286 p. — ISBN 978-90-04-45098-1. — ISBN 978-90-04-11072-4.
- Madelung Wilferd. Der Imam al-Qasim ibn Ibrahim und die Glaubenslehre der Zaiditen (нем.). — Berlin: Walter de Gruyter, 2002. — 271 S. — (Studien zur Geschichte und Kultur des islamischen Orients, bd. 1). — ISBN 978-3-110-82654-8. — doi:10.1515/9783110826548.
- Madelung Wilferd; Schmidtke Sabine[англ.]. Cover Rational Theology in Interfaith Communication : Abu-I-Husayn al-Basri's Mu'tazili Theology among the Karaites in the Fatimid Age (англ.). — Leiden; Boston: Brill, 2006. — IX, 144 p. — (Jerusalem Studies in Religion and Culture, vol. 5). — ISBN 978-90-47-41864-1. — ISBN 978-90-04-15177-2.

### Сборники статей
- Religious schools and sects in medieval Islam (англ.). — London: Variorum Reprints, 1985. — 362 p. — (Collected studies, CS213). — ISBN 08-607-8161-5.
- Madelung Wilferd. Religious and Ethnic Movements in Medieval Islam (англ.). — London: Variorum Reprints, 1992. — 360 p. — (Collected studies series). — ISBN 978-1-003-16224-7. — doi:10.4324/9781003162247.
- Studies in Medieval Shi'ism (англ.). — Farham: Ashgate Variorum, 2012. — 312 p. — (Collected studies series, CS1015). — ISBN 14-094-5011-2. — ISBN 978-1-409-45011-5.
- Studies in Medieval Muslim Thought and History (англ.). — Farham: Ashgate Variorum, 2013. — 306 p. — (Collected studies series, CS1041). — ISBN 14-094-5012-0. — ISBN 978-1-409-45012-2.

### Главы
- Madelung Wilferd. The Minor Dynasties of Northern Iran // From the Arab Invasion to the Saljuqs :  [англ.] / ed. by Richard N. Fry. — Cambridge : Cambridge University Press, 1975. — P. 198–249. — 747 p. — (The Cambridge History of Iran : in 7 vols. ; vol. IV). — ISBN 978-0-521-20093-6. — doi:10.1017/CHOL9780521200936.007.
- Madelung Wilferd. The Shiite and Khārijite Contribution to Pre-Ashʿarite Kalām // Islamic Philosophical Theology (англ.) / ed. by Parviz Morewedge[вд]. — Albany, New York: State University of New York Press, 1979. — P. 120—141. — XII, 265 p. — (Stidies in islamic philosophi and science). — ISBN 08-739-5242-1.
- Madelung Wilferd. Der Islam im Jemen // Jemen (нем.) / Werner Daum[англ.] (hrzg). — Innsbruck: Penguin Verlag, 1987. — S. 172—176. — 492 S. — ISBN 978-3-831-71654-8.
- Madelung Wilferd. Abu L-Mu‘īn al-Nasafī and Ash‘arī Theology // Studies in Honour of Clifford Edmund Bosworth (англ.) / ed. by Carole Hillenbrand[англ.]. — Leiden: Brill, 2000. — Vol. II : The Sultan’s Turret : Studies in Persian and Turkish Culture. — P. 318—330. — XLI, 468 p. — ISBN 978-90-04-49199-1.
- Madelung Wilferd. The Fatimids and the Qarmatīs of Bahrayn // Mediaeval Isma’ili History and Thought (англ.) / ed. by Farhad Daftary, Institute of Ismaili Studies. — 2nd revised ed. — Cambridge: Cambridge University Press, 2001. — P. 21—73. — 331 p. — ISBN 978-0-521-00310-0.

- Madelung Wilferd. Fatimiden und Bahrainqarmaten (нем.) // Der Islam. — Berlin: Walter de Gruyter, 1959. — Bd. XXXIV, Nr. Jahresband. — S. 34—88. — ISSN 1613-0928. — doi:10.1515/islm.1959.34.1.34.

- A Treatise on the Imamate of the Fatimid Caliph Al-Manṣūr Bi-Allāh // Texts, Documents and Artefacts : Islamic Studies in Honour of D.S. Richards / ed. by Chase F. Robinson[англ.]. — Leiden: BRILL, 2003. — P. 69—77. — XIII, 417 p. — (Islamic History and Civilization, vol. 45). — ISBN 978-90-47-40179-7. — ISBN 978-90-04-12864-4. — doi:10.1163/9789047401797_007.
- Madelung Wilferd. Foreword // Daftary Farhad The Isma‘ilis : Their History and Doctrines. — London: Cambridge University Press, 2007 [1990]. — ISBN 05-216-1636-0.
  - Маделунг Вилферд. Предисловие // Дафтари Фархад Исмаилиты : Их история и доктрины  / перевод Лейлы Р. Додыхудоевой под научной ред. О. Ф. Акимушкина[кирг.]. — М.: Наталис, 2011. — ISBN 58-062-0341-7.

### Переводы/редакция
- Aḫbār aʾima az-zaidīya : fī Ṭabaristān wa-Dailamān wa-Ǧīlān = Arabic Texts Concerning The History of The Zaydī Imāms of Tabaristān, Daylamān And Gīlān / ed. by W. Madelung. — Wiesbaden: Franz Steiner Verlag, 1987. — 377 S. — (Beiruter Texte und Studien ; vol. 28). (ар.) (англ.)
- The Advent of the Fatimids : A Contemporary Shi'I Witness (англ.) / edited and translated by Wilferd Madelung and Paul E. Walker. — London: I.B. Tauris, 2001. — 336 p. — (Ismaili Texts and Translations). — ISBN 18-606-4773-1. — ISBN 978-1-860-64773-4.
- Balāḏurī, Aḥmad Ibn-Yaḥyā al-. Ansāb al-ašrāf = أنساب الأشراف (ар.) / W. Madelung. — Bairūt [u.a.]: Dār an-Našr al-Kitāb al-ʿArabī, 2001. — 701 S. — (Bibliotheca islamica ; 28e).
- ʿAbd Allāh b. Yazīd al-Fazārī[англ.]. Early Ibādī Theology, Six kalām texts by ʿAbd Allāh b. Yazīd al-Fazārī (англ.) / ed. by Abdulrahman al-Salimi, W. Madelung. — Leiden: Koninklijke Brill, 2014. — 248 p. — (Islamic History and Civilization, vol. 106). — ISBN 978-90-04-27025-1.
- Ibāḍī Texts from the 2nd/8th Century (англ.) / ed. by Abdulrahman al-Salimi, W. Madelung. — Leiden: Koninklijke Brill, 2018. — 392 p. — (Islamic History and Civilization, vol. 133). — ISBN 978-9-004-33065-8.
- Affirming the Imamate : Early Fatimid Teachings in the Islamic West / ed. by Wilferd Madelung, Paul E. Walker. — Bilingual edition. — London: I.B. Tauris, 2021. — 248 p. — ISBN 07-556-3732-1. — ISBN 978-0-755-63732-4. (ар.) (англ.)

Corpus Alchemicum Arabicum
- Muhammad Ibn Umail[англ.]. Book of the Explanation of the Symbols. Kitāb Ḥall ar-Rumūz / ed. by Theodor Abt, W. Madelung, Thomas Hofmeier, with Introduction by Theodor Abt. — Bilingual edition. — Einsiedeln: Daimon Verlag, 2007. — 241 S. — (Corpus Alchemicum Arabicum. Vol. I). — ISBN 3-9522608-1-9. (ар.) (англ.)
- Zosimos of Panopolis. The Book of Pictures Muṣḥaf aṣ-ṣuwar by Zosimos of Panopolis / ed. by W. Madelung with the introduction written by Theodor Abt. — Bilingual edition. — Einsiedeln: Daimon Verlag, 2012. — 747 S. — (Corpus Alchemicum Arabicum. Vol. II). — ISBN 3-9522608-7-8. (др.-греч.) (англ.)
- Maslama al-Qurṭubī. The Book of the Rank of the Sage. Rutbat al-Ḥakīm / Text edited with an English Introduction by W. Madelung. — Bilingual edition. — Einsiedeln: Daimon Verlag, 2017. — 208 S. — (Corpus Alchemicum Arabicum. Vol. IV). — ISBN 3-9523880-0-9. (ар.) (англ.)
- Muhammad Ibn Umail. The Pure Pearl and other texts by Muhammad Ibn Umail. Ad-Durra an-naqīya, As-Sīra an-naqīya, Al-Qașīda al-Mīmīya, Al-Mabāqil as-sab'a / Arabic Edition by Wilferd Madelung with an Introduction by Theodor Abt. Translation by Salwa Fuad and Theodor Abt. — Bilingual edition. — Einsiedeln: Daimon Verlag, 2020. — 272 S. — (Corpus Alchemicum Arabicum. Vol. V). — ISBN 3-9524468-3-1. (ар.) (англ.)